# آرام‌اس کورفو
آرام‌اس کورفو (به انگلیسی: RMS Corfu) یک کشتی است که طول آن ۱۶۵ متر می‌باشد. این کشتی در سال ۱۹۳۱ ساخته شد.